# هشتمین دوره کتاب سال جمهوری اسلامی ایران
مراسم هشتمین دوره کتاب سال جمهوری اسلامی ایران در بهمن ۱۳۶۹ در تهران برگزار شد.

## آثار منتخب
| شرح حکمت متعالیه اسفار اربعه (بخش یکم از جلد ششم)                              | عبدالله جوادی آملی                              |                                                         |                                          | الزهراء                                                    | ۱۳۶۸ | برگزیده      | فلسفه اسلامی             |
| درآمدی بر منطق جدید                                                            | ضیا موحد                                        |                                                         |                                          | سازمان انتشارات و آموزش انقلاب اسلامی                      | ۱۳۶۸ | برگزیده      | منطق                     |
| ساخت، پدیدآیی و تحول شخصیت                                                     | مای لی                                          | محمود منصور                                             |                                          | مؤسسه انتشارات و چاپ دانشگاه تهران                         | ۱۳۶۸ | برگزیده      | روان‌شناسی                |
| نهج‌البلاغه                                                                     |                                                 | سید جعفر شهیدی                                          |                                          | سازمان انتشارات و آموزش انقلاب اسلامی                      | ۱۳۶۸ | برگزیده      | حدیث                     |
| منیة المرید فی ادب المفید و المستفید                                           | زین الدین بن علی العاملی المعروف بالشهید الثانی |                                                         |                                          | مکتب الاعلام الاسلامی                                      | ۱۳۶۸ | برگزیده      | اخلاق                    |
| انس التائبین                                                                   | تصنیف احمد جام نامقی مشهور به ژنده پیل          |                                                         | علی فاضل                                 | طوس                                                        | ۱۳۶۸ | برگزیده      | عرفان                    |
| حقوق اساسی و نهادهای سیاسی (جلد اول)                                           | ابوالفضل قاضی                                   |                                                         |                                          | مؤسسه انتشارات و چاپ دانشگاه تهران                         | ۱۳۶۸ | برگزیده      | حقوق                     |
| درآمدی بر جامعه‌شناسی زبان                                                      | یحیی مدرسی                                      |                                                         |                                          | مؤسسه مطالعات و تحقیقات فرهنگی                             | ۱۳۶۸ | برگزیده      | زبان‌شناسی                |
| زبان‌شناسی عملی، بررسی گویش قاین                                                | رضا زمردیان                                     |                                                         |                                          | معاونت فرهنگی آستان قدس رضوی                               | ۱۳۶۸ | برگزیده      | بررسی‌های لهجه‌ای          |
| جزء و کل                                                                       | ورنر هایزنبرگ                                   | حسین معصومی همدانی                                      |                                          | مرکز نشر دانشگاهی                                          | ۱۳۶۸ | برگزیده      | کلیات                    |
| طرح فیزیک هاروارد                                                              | هولتون، رادزفورد، واتسون                        | احمد خواجه نصیر طوسی، هوشنگ شریف‌زاده                    |                                          | فاطمی                                                      | ۱۳۶۸ | برگزیده      | فیزیک                    |
| مفتاح الطلب و منهاج الطلاب (کلید دانش پزشکی و برنامهٔ دانشجویان آن)             | ابوالفرج علی بن الحسین بن هندو‍                  |                                                         |                                          | مؤسسه انتشارات و چاپ دانشگاه تهران                         | ۱۳۶۸ | برگزیده      | پزشکی                    |
| تب روماتیسمی و بیماری‌های دریچه‌ای قلب                                           | محمد دانش‌پژوه                                   |                                                         |                                          | مرکز نشر دانشگاهی                                          | ۱۳۶۸ | برگزیده      | پزشکی                    |
| متالوژی مس                                                                     | حکمت رضوی زاده، رامز وقار                       |                                                         |                                          | دانشگاه علم و صنعت ایران                                   | ۱۳۶۸ | برگزیده      | مواد و معدن              |
| آشنایی با میکروویو (جلد اول، اصول عناصر پایه و لامپ‌ها)                         | بهرام رزمپوش                                    |                                                         |                                          | سروش                                                       | ۱۳۶۸ | برگزیده      | برق و کامپیوتر           |
| موتورهای درون‌سوز (موتورهای احتراق - داخلی)                                     | سید مصطفی میرسلیم                               |                                                         |                                          | مرکز نشر دانشگاهی                                          | ۱۳۶۸ | برگزیده      | مکانیک                   |
| بتن‌شناسی (خواص بتن)                                                            | پروفسور نوبل                                    | هرمز فامیلی                                             |                                          | جهاد دانشگاهی دانشگاه علم و صنعت ایران                     | ۱۳۶۸ | برگزیده      | عمران                    |
| شعله و احتراق                                                                  | بارنارد، ج.ن. برادلی                            | محمد خشنودی                                             |                                          | مرکز نشر دانشگاهی                                          | ۱۳۶۸ | برگزیده      | عمران                    |
| آیینه جام (شرح مشکلات دیوان حافظ)                                              | عباس زریاب خویی                                 |                                                         |                                          | علمی                                                       | ۱۳۶۸ | برگزیده      | تاریخ و نقد ادبی         |
| فرائدالسلوک                                                                    |                                                 |                                                         | عبدالوهاب نورانی وصال، غلامرضا افراسیابی | پاژنگ                                                      | ۱۳۶۸ | برگزیده      | متون قدیم                |
| سرود سپیده                                                                     | حمید سبزواری                                    |                                                         |                                          | مؤسسه کیهان                                                | ۱۳۶۸ | برگزیده      | شعر معاصر                |
| الاغانی (برگزیده) جلد اول                                                      | ابوالفرج اصفهانی                                | محمد مشایخ فریدنی                                       |                                          | شرکت انتشارات علمی و فرهنگی                                | ۱۳۶۸ | برگزیده      | ادبیات عربی              |
| مجموعه اشعار مصطفی رحماندوست                                                   |                                                 |                                                         |                                          |                                                            | ۱۳۶۸ | برگزیده      | ادبیات کودکان و نوجوانان |
| سوت فرمانروا                                                                   | فریبا کلهر                                      |                                                         |                                          | محراب قلم                                                  | ۱۳۶۸ | برگزیده      | ادبیات کودکان و نوجوانان |
| گلک چه زیباست                                                                  | شکوه قاسم‌نیا                                    |                                                         |                                          | نهاد هنر و ادبیات                                          | ۱۳۶۸ | برگزیده      | ادبیات کودکان و نوجوانان |
| سفر به شهر سلیمان                                                              | ف. عموزاده خلیلی و نقاشی‌های محمد علی بنی اسدی   |                                                         |                                          | کتاب‌های شکوفه وابسته به انتشارات امیر کبیر                 | ۱۳۶۸ | برگزیده      | ادبیات کودکان و نوجوانان |
| نمونه‌های نخستین انسان و نخستین شهریار در تاریخ افسانه‌ای ایران (جلد دوم، جمشید) | آرتور کریستن سن                                 | ژاله آموزگار، احمد تفضلی                                |                                          | چشمه                                                       | ۱۳۶۸ | برگزیده      | کلیات تاریخ              |
| تاریخ موسسات تمدنی جدید ایران (جلد سوم)                                        | حسین محبوبی لردکانی                             |                                                         |                                          | مؤسسه انتشارات و چاپ دانشگاه تهران                         | ۱۳۶۸ | برگزیده      | تاریخ ایران              |
| الجامع لرواة و اصحاب الامام الرضا علیه السلام                                  | محمد مهدی نجف                                   |                                                         |                                          | الموتمر العالمی للامام الرضا علیه السلام                   | ۱۳۶۸ | شایسته تقدیر |                          |
| زندگی و اندیشه بزرگان جامعه‌شناسی                                               | لیوئیس کوزر                                     | محسن ثلاثی                                              |                                          | علمی                                                       | ۱۳۶۸ | شایسته تقدیر |                          |
| خلیج فارس و مسائل آن                                                           | همایون الهی                                     |                                                         |                                          | شرکت آموزشی فرهنگی و انتشاراتی اندیشه                      | ۱۳۶۸ | شایسته تقدیر |                          |
| مباحثی از اقتصاد خرد پیشرفته                                                   | محمد طبیبیان                                    |                                                         |                                          | پیشبرد                                                     | ۱۳۶۸ | شایسته تقدیر |                          |
| مدیریت تولید                                                                   | سید مهدی الوانی، نصرالله میرشفیعی               |                                                         |                                          | معاونت فرهنگی آستان قدس رضوی                               | ۱۳۶۸ | شایسته تقدیر |                          |
| حسابداری صنعتی و کاربرد آن در مدیریت                                           | حسن سجادی نژاد                                  |                                                         |                                          | پیشبرد                                                     | ۱۳۶۸ | شایسته تقدیر |                          |
| اصول و مبانی مدیریت                                                            | عبداالله جاسبی                                  |                                                         |                                          | واحد انتشارات دانشگاه آزاد اسلامی                          | ۱۳۶۸ | شایسته تقدیر |                          |
| اصول مقدمات فرایندهای شیمیایی                                                  | ریچارد م. فلدر، رونالدو، روسو                   | عبدالعلی فقیه اردوبادی، محمدباقر پورسید، داریوش باستانی |                                          | مرکز نشر دانشگاهی                                          | ۱۳۶۸ | شایسته تقدیر |                          |
| کلیاتی دربارهٔ پیشگیری و درمان با واکسن و سرم                                   | حسین میرشمسی                                    |                                                         |                                          | مؤسسه انتشارات و چاپ دانشگاه تهران                         | ۱۳۶۸ | شایسته تقدیر |                          |
| مغز به مثابه یک سیستم                                                          | استیون رز                                       | احمد محیط، ابراهیم رف رف                                |                                          | قطره                                                       | ۱۳۶۸ | شایسته تقدیر |                          |
| باروری و نازایی در حیوانات اهلی                                                | علیرضا محمودزاده، سعید فرزانه                   |                                                         |                                          | مسعود هاشمی                                                | ۱۳۶۸ | شایسته تقدیر |                          |
| اصول عملیات حرارتی فولادها                                                     | مهدی طاهری                                      |                                                         |                                          | مؤسسه انتشارات و چاپ دانشگاه تهران                         | ۱۳۶۸ | شایسته تقدیر |                          |
| مقدمه‌ای بر تئوری آن تنها                                                       | محمد سلیمانی                                    |                                                         |                                          | گروه صنایع الکترونیک و مخابرات سپاه پاسداران انقلاب اسلامی | ۱۳۶۸ | شایسته تقدیر |                          |
| اجرای ساختمان‌های بتن آرمه                                                      | مهدی قالیبافیان؛ کامیار، سلطانی عربشاهی         |                                                         |                                          | دهخدا                                                      | ۱۳۶۸ | شایسته تقدیر |                          |
| مهندسی خاک و آب                                                                | گلن شوآب، ک. فریورت                             | غلامحسین حق‌نیا                                          |                                          | دانشگاه فردوسی                                             | ۱۳۶۸ | شایسته تقدیر |                          |
| بنه (نظام‌های زراعتی سنتی در ایران)                                             | جواد صفی‌نژاد                                    |                                                         |                                          | امیر کبیر                                                  | ۱۳۶۸ | شایسته تقدیر |                          |
| اصول و دیدگاه‌های تغذیهٔ معدنی در ایران                                          | امنوئل اپستین                                   | غلامحسین حق‌نیا، سید عبدالحسین ریاضی همدانی              |                                          | مرکز نشر دانشگاهی                                          | ۱۳۶۸ | شایسته تقدیر |                          |
| گون‌های ایران - گون‌های چندساله                                                  | علی اصغر معصومی                                 |                                                         |                                          | مؤسسه تحقیقات جنگل‌ها و مراتع                               | ۱۳۶۸ | شایسته تقدیر |                          |
| تاریخ سینمای هنری                                                              | الویش گرگور، انوپاتالاس                         | هوشنگ طاهری                                             |                                          | مؤسسه فرهنگی ماهور                                         | ۱۳۶۸ | شایسته تقدیر |                          |
| رساله در موسیقی                                                                | علی بن محمد المعمار                             |                                                         |                                          | مرکز نشر دانشگاهی                                          | ۱۳۶۸ | شایسته تقدیر |                          |
| تاریخ شکل شهر تا انقلاب صنعتی                                                  | جیمز موریس                                      | راضیه رضازاده                                           |                                          | جهاد دانشگاهی دانشگاه علم و صنعت ایران                     | ۱۳۶۸ | شایسته تقدیر |                          |
| از رنگ گل تا رنج خار                                                           | قدمعلی سرامی                                    |                                                         |                                          | شرکت انتشارات علمی و فرهنگی                                | ۱۳۶۸ | شایسته تقدیر |                          |
| جغرافیا و شهرشناسی                                                             | یدالله فرید                                     |                                                         |                                          | دانشگاه تبریز                                              | ۱۳۶۸ | شایسته تقدیر |                          |
| تاریخ ایران از سلوکیان تا فروپاشی دولت ساسانی (جلد سوم، قسمت اول)              | ج. آ بویل                                       | حسن انوشه                                               |                                          | امیر کبیر                                                  | ۱۳۶۸ | شایسته تقدیر |                          |